# Powiat prudnicki
Powiat prudnicki – powiat w Polsce, w południowej części województwa opolskiego, utworzony ponownie w 1999 roku w ramach reformy administracyjnej. Jego siedzibą jest miasto Prudnik.
W skład powiatu wchodzą:
- gminy miejsko-wiejskie: Biała, Głogówek, Prudnik
- gminy wiejskie: Lubrza
- miasta: Biała, Głogówek, Prudnik

Według danych z 31 grudnia 2019 roku powiat zamieszkiwało 55 237 osób. Natomiast według danych z 30 czerwca 2020 roku powiat zamieszkiwało 55 091 osób.

## Podział administracyjny
| Gmina                  | Powierzchnia gminy | Ludność gminy | Gęstość zaludnienia | Siedziba gminy | Ludność siedziby |
| ---------------------- | ------------------ | ------------- | ------------------- | -------------- | ---------------- |
| Gminy miejsko-wiejskie |                    |               |                     |                |                  |
| Biała                  | 196,1 km²          | 11,001        | 56,1 os./km²        | Biała          | 2,528            |
| Głogówek               | 169,9 km²          | 13,809        | 81,3 os./km²        | Głogówek       | 5,774            |
| Prudnik                | 122,3 km²          | 28,381        | 232 os./km²         | Prudnik        | 22,164           |
| Gmina wiejska          |                    |               |                     |                |                  |
| Lubrza                 | 83,1 km²           | 4,392         | 52,9 os./km²        | Lubrza         | 985              |

## Główne miejscowości
Na terenie powiatu znajdują się trzy miasta:
- Prudnik (22164 mieszk. • 20,5 km²)
- Głogówek (5774 mieszk. • 22,1 km²)
- Biała (2528 mieszk. • 14,7 km²)

oraz dwie wsie będące dawniej miastami:
- Trzebina (792 mieszk.)
- Kazimierz (349 mieszk.)

Inne większe wsie (powyżej 1000 mieszkańców) to: Racławice Śląskie (1458), Łąka Prudnicka (1269), Łącznik (1174), Moszczanka (1114) i Szybowice (1041).
(Liczba mieszkańców GUS, stan na 2011)

## Historia
Historycznie teren powiatu leży na Górnym Śląsku. Powiat sądowy prudnicki (circulus Neostadiensis) istniał w granicach Monarchii Habsburgów. Po I wojnie śląskiej w 1742 znalazł się w granicach Królestwa Prus i został przekształcony w większy powiat prudnicki (Großkreis Neustadt) o powierzchni 838 km², w prowincji Śląsk. W powiecie były 3 miasta: Prudnik, Głogówek, Biała oraz 2 osady targowe: Strzeleczki, Ścinawa Mała.
10 maja 1817 dokonano reformy administracyjnej i podzielono Śląsk na nowe powiaty. W ten sposób powstał także nowy powiat prudnicki (Landkreis Neustadt O.S.), którego granice uległy okrojeniu. Utracił on wówczas wsie Biernatów, Szonów, Tomice, Klisino, Kazimierz, Damasko oraz Ściborzyce Małe, a także eksklawy Rozwadza, Obrowiec, Łężce. Włączono do niego natomiast wsie Dobieszowice i Malkowice. W połowie XIX wieku większość mieszkańców powiatu stanowiła ludność polskojęzyczna. Topograficzny opis Górnego Śląska z 1865 roku odnotowuje dane statystyczne z roku 1861: „(...) w 1861 roku powiat prudnicki zawierał 80,101 mieszkańców z czego 6304 było wyznania ewangelickiego, 73,073 katolickiego, 723 żydowskiego oraz 1 dysydent, z których 47,764 było polskojęcznymi, 32,316 niemieckojęzycznymi, 15 mowy morawskiej i 6 czeskiej”. W 1921 w zasięgu plebiscytu na Górnym Śląsku znalazła się tylko wschodnia część powiatu prudnickiego (do linii Pogórze, Brzeźnica, Ligota Bialska, Solec, Olbrachcice, Słoków i Olszynka). 88,1% mieszkańców opowiedziało się za przynależnością do Niemiec, 11,9% za przyłączeniem do Polski. W 1945 powiat dzielił się na 3 miasta: Prudnik, Głogówek, Biała, 91 gmin oraz obszar dworski Forst Schelitz.

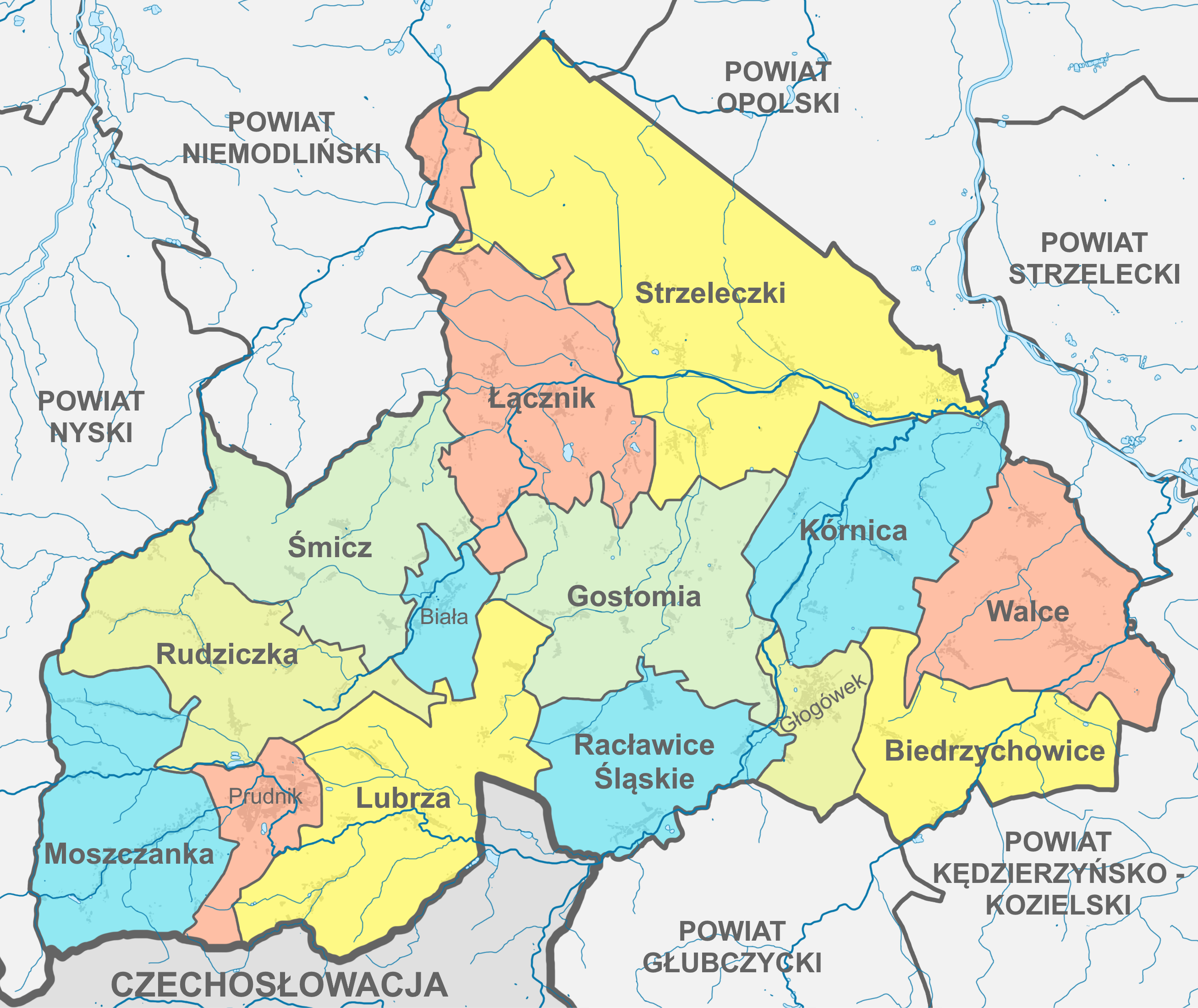
Powiat prudnicki do 1954 r.

11 maja 1945 polska administracja przejęła władzę cywilną w powiecie prudnickim. W latach 1945–1950 należał on do województwa śląskiego, a od 1950 do województwa opolskiego. W powiecie prudnickim utworzono gminy zbiorowe: Biedrzychowice, Gostomia, Kórnica, Lubrza, Łącznik, Moszczanka, Racławice Śląskie, Rudziczka, Strzeleczki, Śmicz, Walce. W roku 1954 dokonano niewielkiej korekty odłączając wsie: Borek, Pietna, Przechód, Rzymkowice, Ścinawa Mała. Największe straty terytorialne dla powiatu prudnickiego nastąpiły 1 stycznia 1956, kiedy utworzono powiat krapkowicki. Powiat prudnicki utracił na rzecz krapkowickiego gromady: Brożec, Dobra, Komorniki, Kórnica, Racławiczki, Rozkochów, Strzeleczki, Walce i Zielina, łącznie niemal ⅓ swojego pierwotnego terytorium. W 1957 z powiatu wyłączono wieś Pisarzowice. W 1969 do powiatu prudnickiego przyłączono Jarnołtówek. Od 1973 powiat dzielił się na 5 gmin: Biała, Głogówek, Lubrza, Łącznik, Prudnik. 1 lipca 1975, w wyniku reformy administracyjnej, zlikwidowano w Polsce instytucję powiatu.

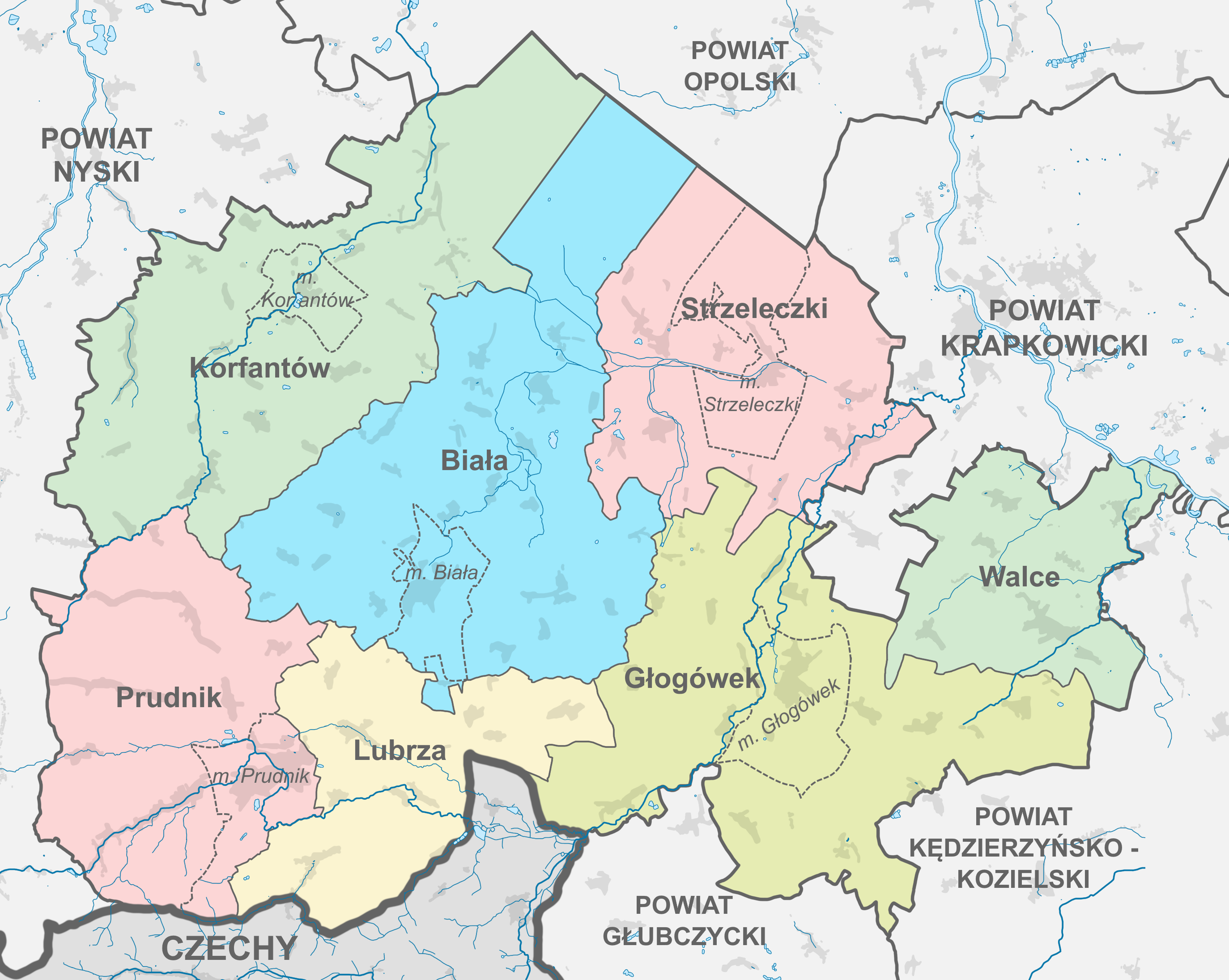
Powiat prudnicki w granicach zaakceptowanych przez samorządowców w 1991

Według projektu zaakceptowanego przez opolskich samorządowców w październiku 1991, w skład powiatu prudnickiego miały wejść gminy: Prudnik, Lubrza, Biała, Głogówek, Strzeleczki, Walce i Korfantów. Powierzchnia powiatu prudnickiego wynosiłaby 936,92 km².

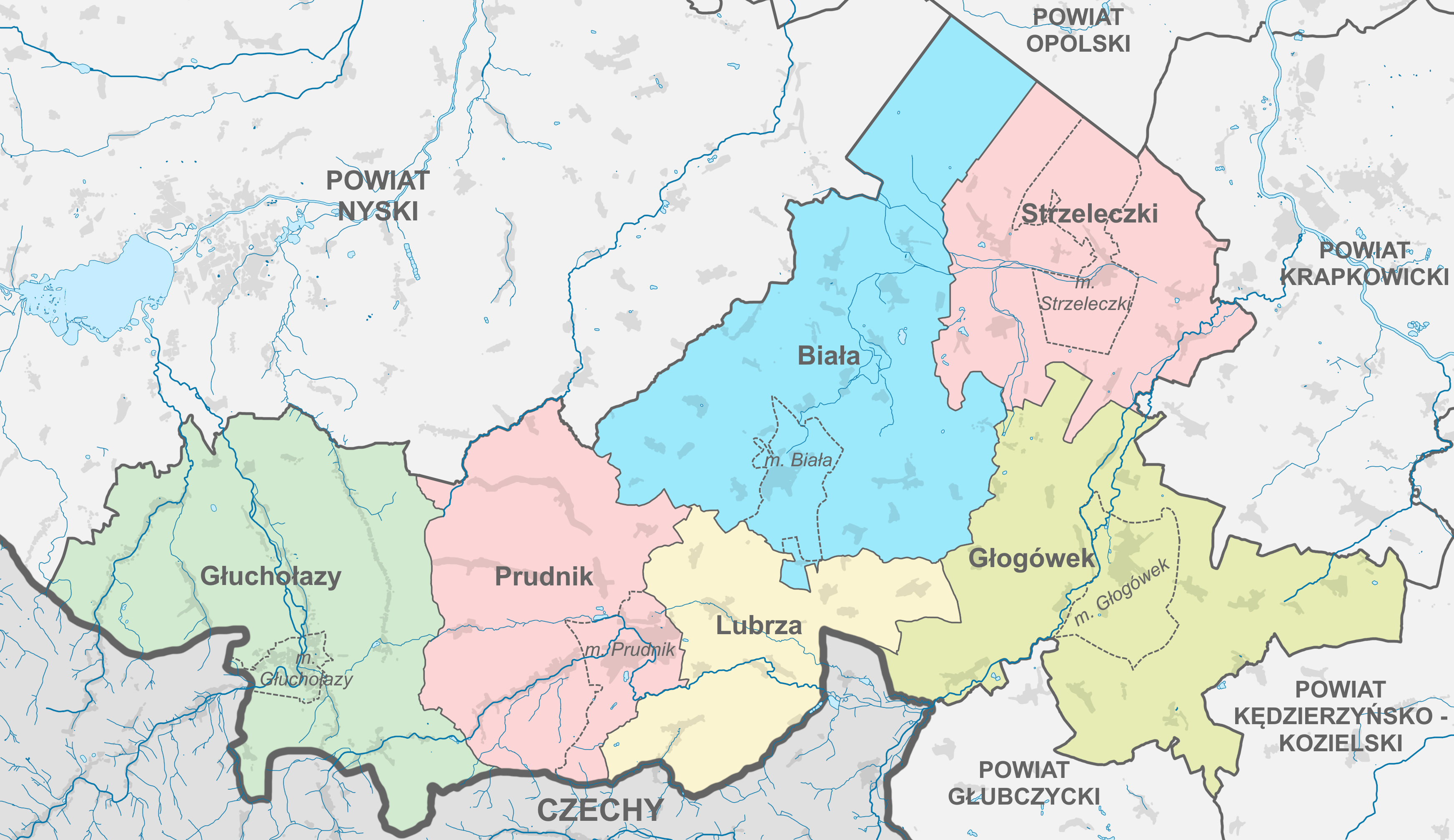
Powiat prudnicki w granicach wyznaczonych w projekcie wojewody z 1993

W 1993, z inicjatywy wojewody opolskiego, Wiesław Michoń i Marek Ruda opracowali proponowany podział województwa opolskiego na powiaty. Powstał on na podstawie kryteriów historycznych, przestrzennych (dogodna komunikacja między miastem powiatowym i wszystkimi gminami w powiecie), z uwzględnieniem istniejącej infrastruktury administracyjnej. Koncepcja przewidywała utworzenie powiatu prudnickiego złożonego z gmin: Biała, Głogówek, Głuchołazy, Prudnik, Strzeleczki. W projekcie wskazano na istnienie „gmin granicznych”, czyli gmin będących w zasięgu oddziaływania sąsiednich miast powiatowych. Między powiatami nyskim i prudnickim oscylowała gmina Korfantów, a między prudnickim i kędzierzyńsko-kozielskim gmina Walce. Powierzchnia powiatu prudnickiego w tych granicach wyniosłaby 856,5 km².

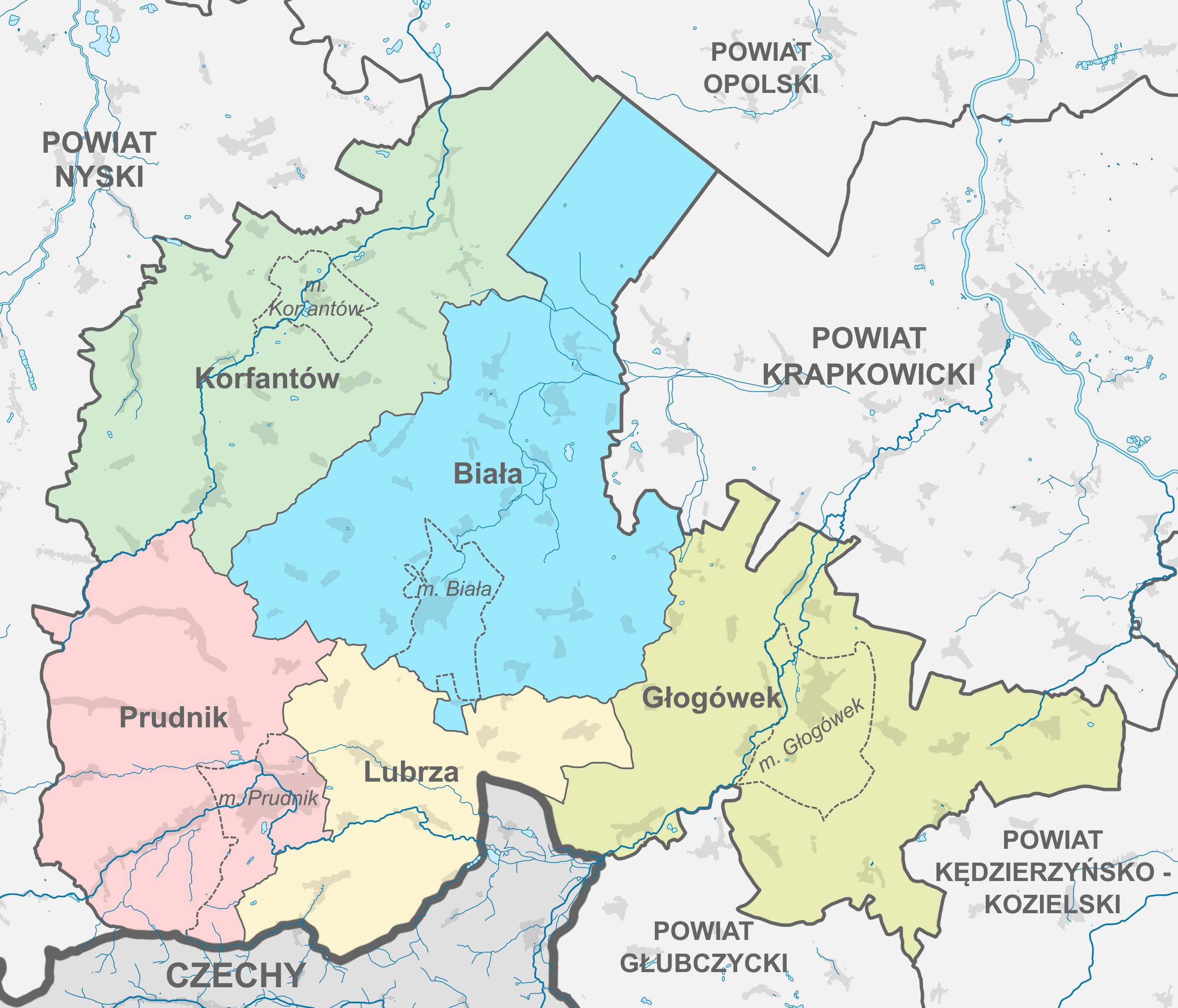
Granice powiatu prudnickiego według rządowego projektu z 1993

Według rządowych projektów z maja i sierpnia 1993, w proponowanych granicach powiatu znalazły się gminy: Prudnik, Lubrza, Biała, Głogówek, Korfantów. Proponowano również przyłączenie gminy Głuchołazy. Chęć wejścia w skład powiatu prudnickiego wyraziły rady gmin Głogówek, Lubrza, Biała, Walce i Strzeleczki. W 1995 w gminie Korfantów przeprowadzono ankietę, w której 930 mieszkańców opowiedziało się za przynależnością do powiatu prudnickiego, natomiast 3401 – do nyskiego. Powiat prudnicki został reaktywowany 1 stycznia 1999. Ostatecznie w jego skład weszły gminy: Prudnik, Lubrza, Biała, Głogówek.
Od czasu reaktywizacji powiatów w 1999, za przynależnością do powiatu prudnickiego opowiadali się mieszkańcy wsi Pokrzywna, Jarnołtówek, Charbielin, gminy Strzeleczki, a także część mieszkańców Głuchołaz.

## Demografia

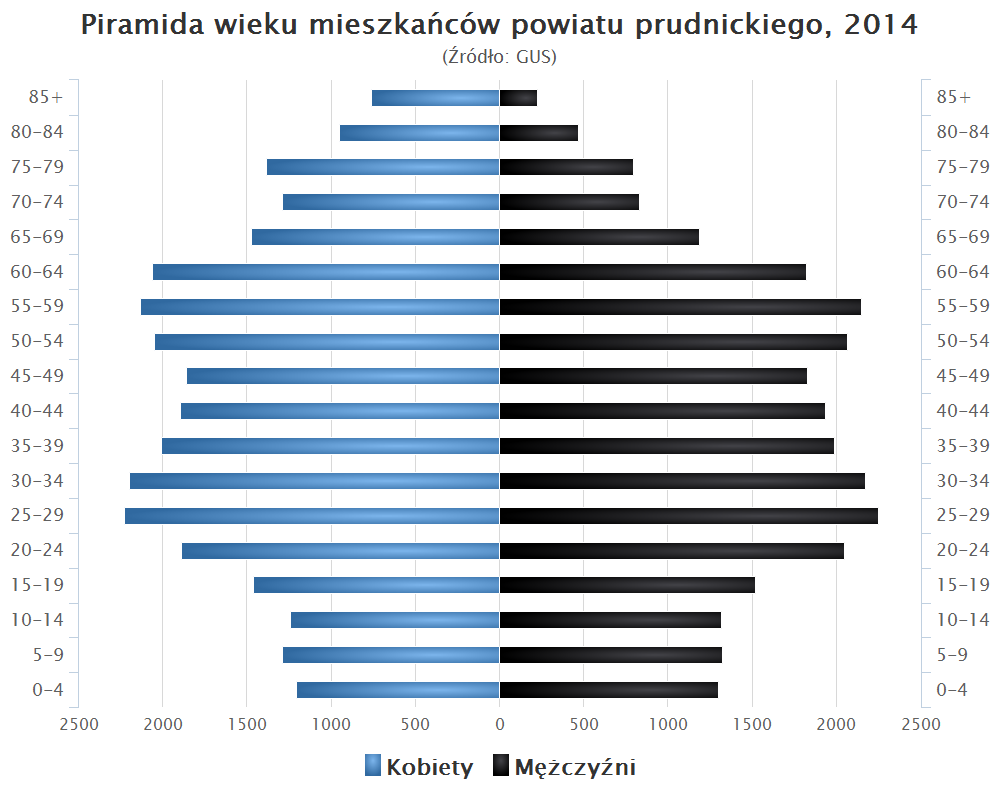
Piramida wieku mieszkańców powiatu prudnickiego w 2014 roku

Liczba ludności (dane z 30 czerwca 2005):
|        | Ogółem | Ogółem | Kobiety | Kobiety | Mężczyźni | Mężczyźni |
| osób   | %      | osób   | %       | osób    | %         |           |
| ------ | ------ | ------ | ------- | ------- | --------- | --------- |
| Ogółem | 60 430 | 100    | 31 428  | 52,01   | 29 002    | 47,99     |
| Miasto | 31 908 | 52,80  | 16 832  | 27,85   | 15 076    | 24,95     |
| Wieś   | 28 522 | 47,20  | 14 596  | 24,15   | 13 926    | 23,04     |

▶Wieś vs ▶miasto
Ogółem (▶k, ▶m)
Miasto (▶k, ▶m)
Wieś (▶k, ▶m)
| Lp. | Gmina          | Ludność |
| --- | -------------- | ------- |
| 1   | gmina Prudnik  | 28 624  |
| 2   | gmina Głogówek | 13 893  |
| 3   | gmina Biała    | 10 866  |
| 4   | gmina Lubrza   | 4539    |

### Skład narodowościowy

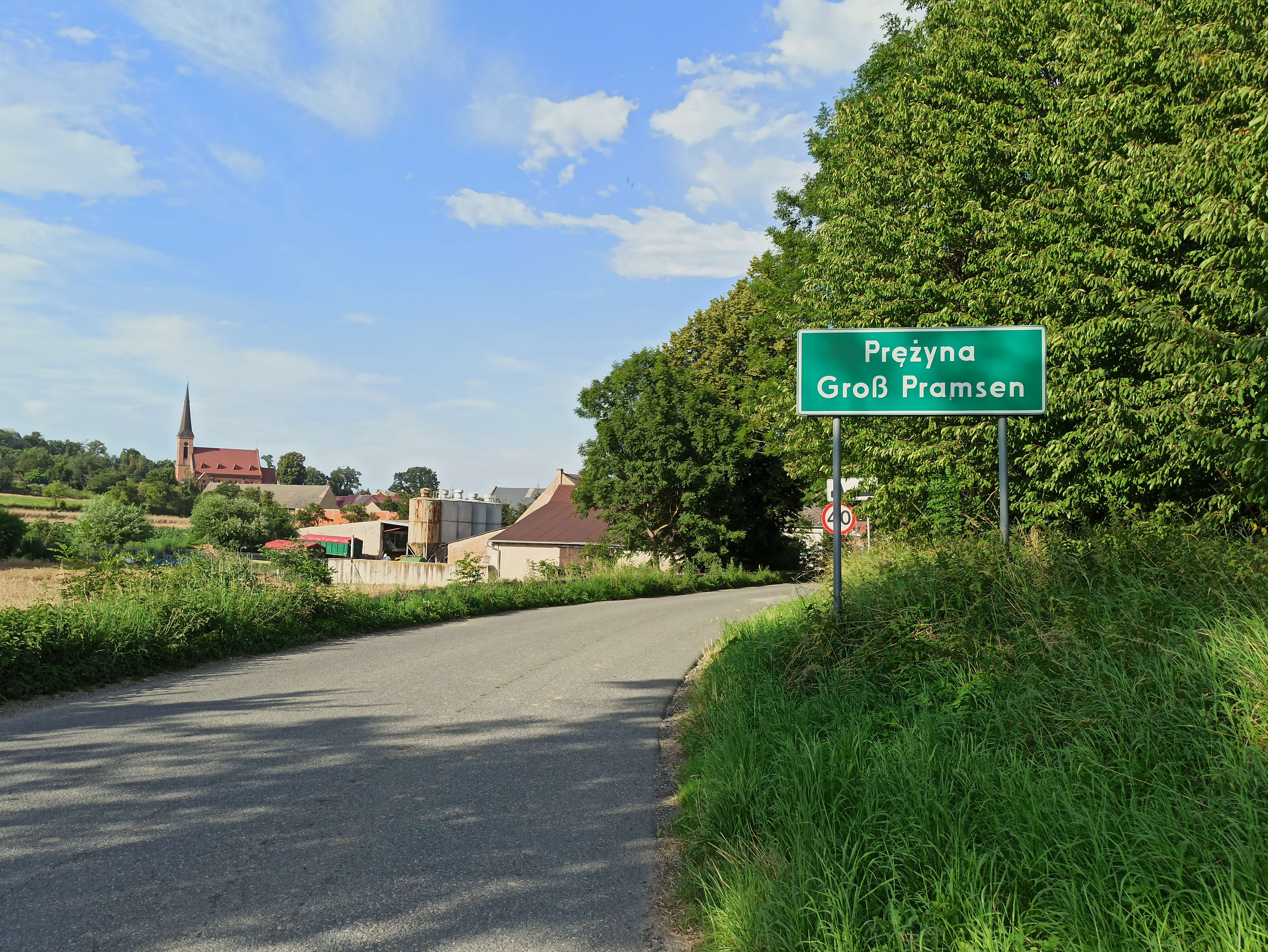
Prężyna – tablica z nazwami wsi w językach polskim i niemieckim

Według spisu powszechnego z 2002, wśród 61 897 mieszkańców powiatu, 10461 mieszkańców deklarowało narodowość niepolską. Narodowość niemiecką deklarowały 9433 osoby, śląską 819 osób, romską 115 osób, a inną 94 osoby.
Według danych uzyskanych w Narodowym Spisie Powszechnym z 2011 roku, 6841 (11,8%) mieszkańców powiatu deklarowało przynależność do narodowości niemieckiej, a 6074 (10,5%) do narodowości śląskiej.
Według spisu powszechnego z 2021, wśród 53 018 mieszkańców powiatu, 7805 mieszkańców (14,72%) deklarowało narodowość niepolską. Narodowość niemiecką deklarowało 5279 osób, śląską 2749 osób, romską 90 osób, ukraińską 65 osób, angielską 59 osób, holenderską 50 osób, irlandzką 42 osoby, białoruską 33 osoby, norweską 21 osób, włoską 17 osób, rosyjską 16 osób, czeską 15 osób, amerykańską 14 osób, ormiańską 13 osób, żydowską 12 osób, szwedzką 11 osób, australijską 10 osób, austriacką 10 osób, mołdawską 9 osób, słowacką 8 osób, francuską 7 osób, kanadyjską 6 osób, szwajcarską 6 osób, tatarską 6 osób, karaimską 5 osób, litewską 5 osób, łemkowską 5 osób, belgijską 4 osoby, japońską 4 osoby, grecką 3 osoby, hiszpańską 3 osoby, kazachską 3 osoby, szkocką 3 osoby, wyłącznie ponadnarodową 6 osób (w tym 4 europejską), a nieustaloną 27 osób. 52214 osoby posługiwały się „w domu” językiem polski, a 8504 innymi językami, w tym: 5732 śląskim, 2781 niemieckim, 635 angielskim, 71 niderlandzkim, 61 romskim, 58 rosyjskim, 39 ukraińskim, 33 włoskim, 29 francuskim, 23 norweskim, 22 szwedzkim, 14 hiszpańskim, 13 czeskim, 12 polskim językiem migowym, 6 irlandzkim, 4 flamandzkim, 3 aceh, 3 adygejskim, a 34 nieustalonym.

## Władze powiatu

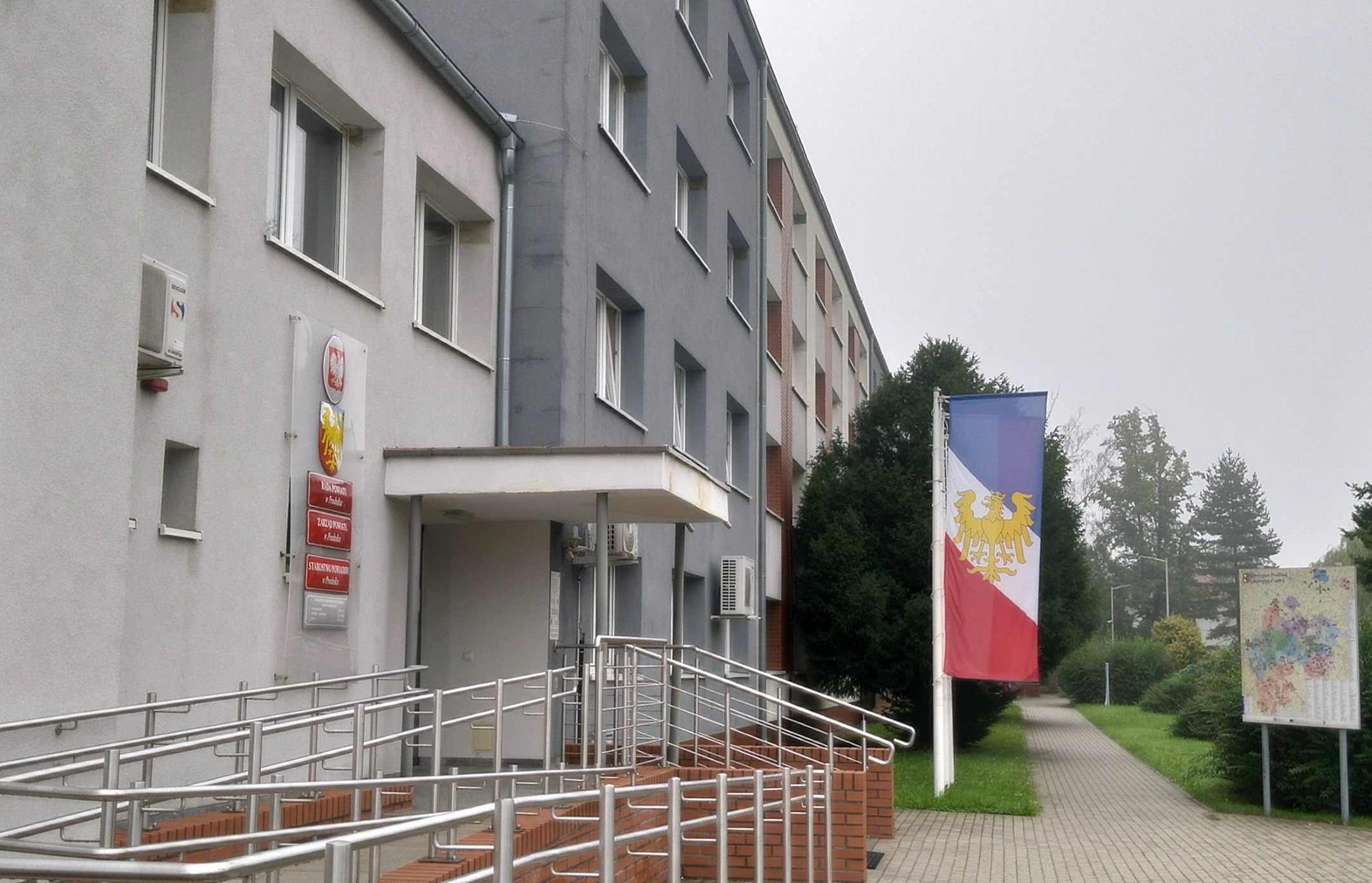
Starostwo Powiatowe w Prudniku

Władzę w powiecie sprawuje Rada Powiatu Prudnickiego (organ uchwałodawczy) i Zarząd Powiatu ze Starostą na czele (organ wykonawczy).

### Rada Powiatu
| Ugrupowanie                               | 2002–2006 | 2006–2010 | 2010–2014 | 2014–2018 | 2018–2024 | 2024–2028 |
| ----------------------------------------- | --------- | --------- | --------- | --------- | --------- | --------- |
| Sojusz Lewicy Demokratycznej              | 3         | 1 (LiD)   | –         | –         | –         | –         |
| Liga Polskich Rodzin                      | 2         | –         | –         | –         | –         | –         |
| Mniejszość Niemiecka                      | 4         | 3         | 5         | 1         | 5         | –         |
| Forum Samorządowe Powiatu Prudnickiego    | 5         | 4         | –         | –         | –         | –         |
| Forum Samorządowe Plus                    | –         | –         | 2         | –         | –         | –         |
| KWW Edwarda Plicko                        | –         | –         | –         | –         | –         | 1         |
| Nasza Ziemia                              | 3         | 2         | 2         | 5         | 1         | –         |
| Tylko Razem                               | 1         | –         | –         | –         | –         | –         |
| Samoobrona Rzeczpospolitej Polskiej       | 1         | –         | –         | –         | –         | –         |
| Polskie Stronnictwo Ludowe                | –         | 1         | –         | 5         | 1         | –         |
| Prawo i Sprawiedliwość                    | –         | 3         | 2         | 1         | 6         | 5         |
| Platforma Obywatelska                     | –         | 3         | 5         | 4         | 3 (KO)    | –         |
| Platforma PL2050 Ludowcy Lewica P.Prudnik | –         | –         | –         | –         | –         | 5         |
| Niezależna Prawica                        | –         | –         | 1         | –         | –         | –         |
| Niezależni Razem                          | –         | –         | –         | 1         | –         | –         |
| Porozumienie Samorządowe                  | –         | –         | –         | –         | –         | 1         |
| Kukiz’15                                  | –         | –         | –         | –         | 1         | –         |
| Śląscy Samorządowcy                       | –         | –         | –         | –         | –         | 3         |
| Tak! Dla Ziemi Prudnickiej                | –         | –         | –         | –         | –         | 2         |

### Lista starostów powiatu

#### Czasy niemieckie
Heinrich Gottfried von Näse (1741–1750)
Franz von Görtz (1750–1755)
Joseph Wenzel von Schneckenhaus (1755–1758)
Freiherr von Schwennler (1759–1768)
Georg David Wenzel von Tscheppe (1768–1787)
Theodor Karl von Elstermann (1787–1813)
Josef Freiherr von Gruttschreiber (1813–1819)
Ernst Freiherr von Dungern (1819–1930)
Hans von Seherr-Thoß (1830–1842)
Oswald Sack (1842–1843)
Carl von Wittenburg (1843–1849)
Adolph Ferdinand Berlin (1849–1872)
Rudolf von Wittenburg (1872–1886)
Franz Hubert von Tiele-Winckler (1887–1892)
Stephan von Sydow (1892–1907)
Hermann von Choltitz (1907–1920)
Bernhard Danckelmann (1920–1922)
Robert Pachur (1922–1933)
Günther Schwantes (1933–1937)
Conrad Listemann (1937–1943)
Felix Scholz (1943–1945)

#### Polska Ludowa
Józef Sopa (1945–1949)
Władysław Czechowicz (1949–1953)
Zygmunt Nowak (1953–1957)

#### III Rzeczpospolita
Edward Cybulka (1999–2002) (SLD)
Romuald Felcenloben (2002–2006) (SLD)
Radosław Roszkowski (od 2006) (PO)

## Transport

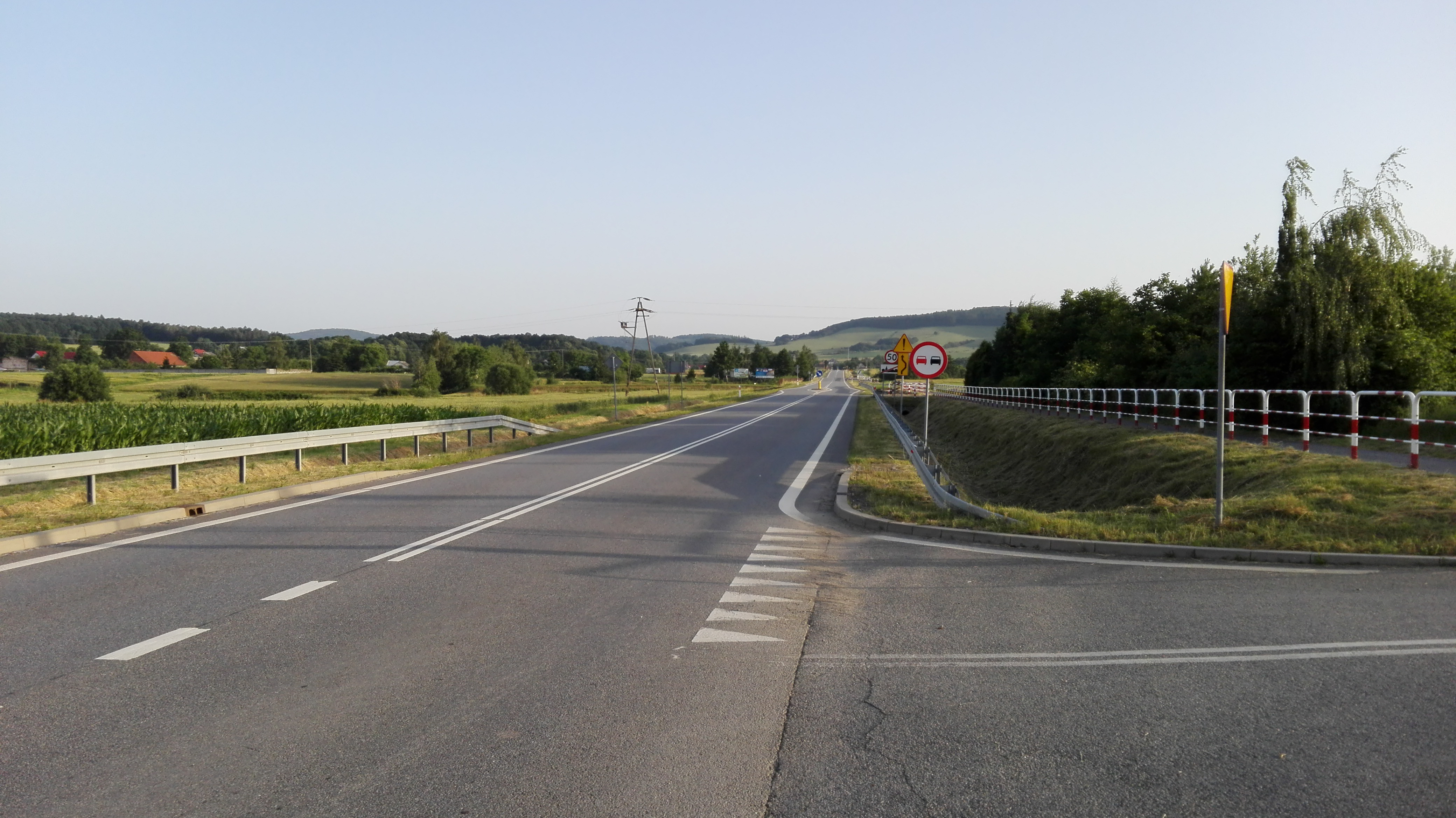
DK41 w Trzebinie

Przez teren powiatu prudnickiego przebiegają drogowe trakty komunikacyjne, ważne dla południowej części województwa opolskiego – 2 drogi krajowe i 5 dróg wojewódzkich. Wśród szlaków kolejowych największe znaczenie ma trakt Katowice – Legnica.

### Transport drogowy
Drogi krajowe
- 40 (granica państwa z Czechami – Głuchołazy – Prudnik – Kędzierzyn-Koźle – Ujazd – Pyskowice)
- 41 (Nysa – Prudnik – Trzebina – granica państwa z Czechami)

Drogi wojewódzkie

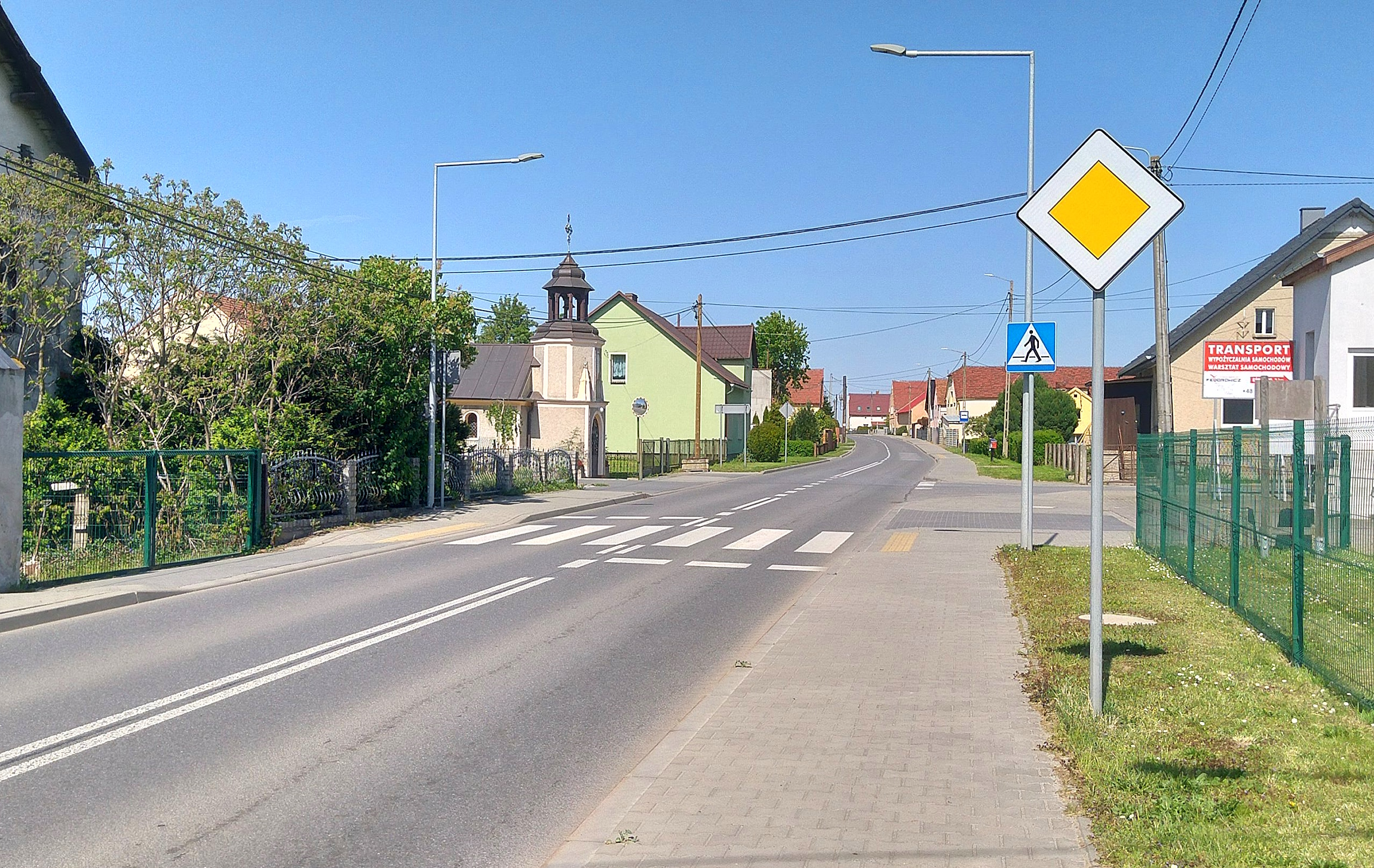
DW416 w Tomicach

- 407 (Nysa – Korfantów – Łącznik)
- 409 (Dębina – Krapkowice – Strzelce Opolskie)
- 414 (Wrzoski – Opole – Prószków – Biała – Prudnik)
- 416 (Krapkowice – Głogówek – Głubczyce – Kietrz – Racibórz)
- 417 (Laskowice – Klisino – Szonów – Szczyty – Racibórz)

### Transport kolejowy

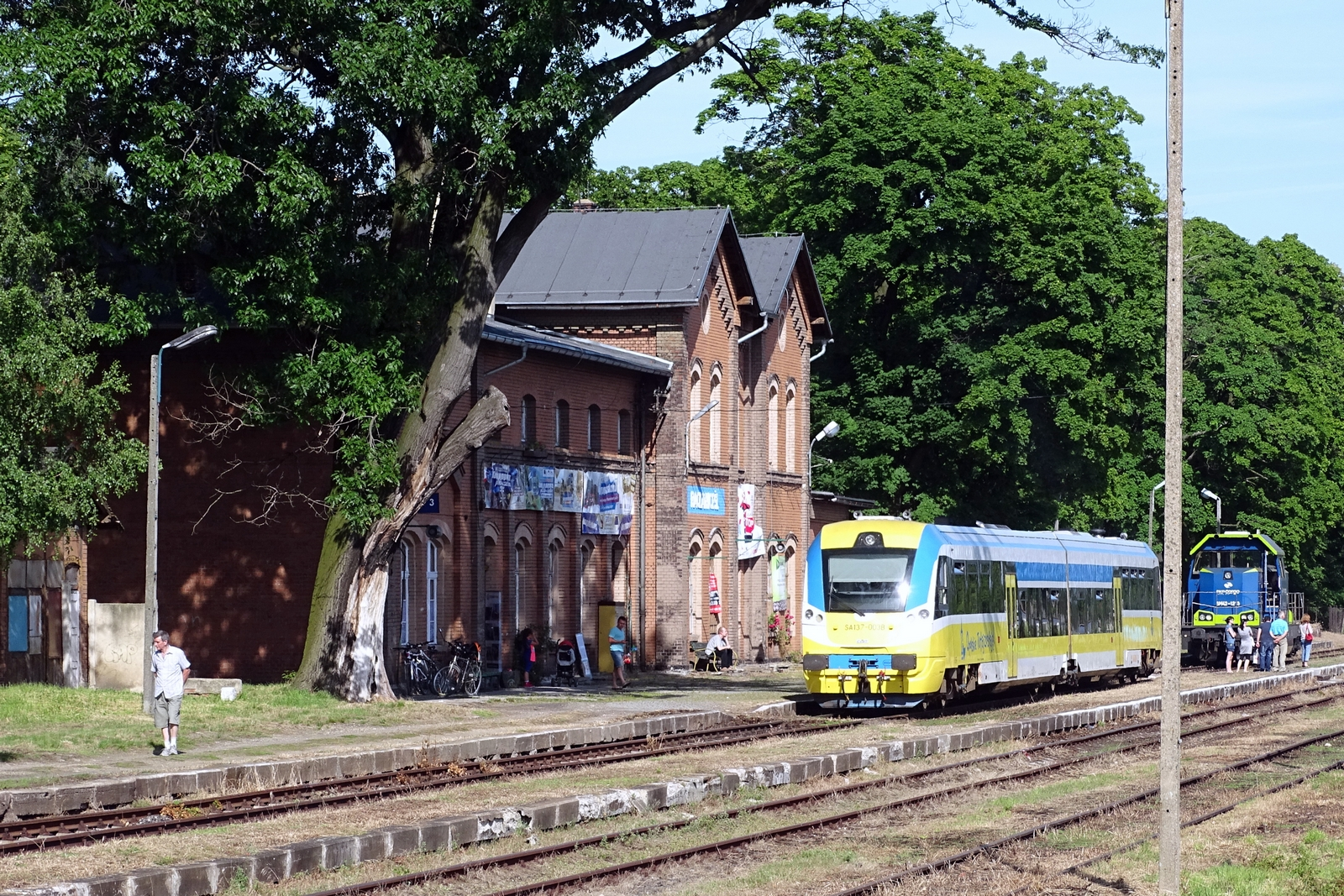
Stacja kolejowa Racławice Śląskie na linii 137

- 137 (Katowice – Gliwice – Kędzierzyn-Koźle – Głogówek – Prudnik – Nysa – Świdnica Miasto – Strzegom – Legnica)
- 294 (Głubczyce – Racławice Śląskie)
- 306 (Prudnik – Biała Prudnicka – Strzeleczki – Krapkowice)
- 333 (Głuchołazy – Pokrzywna)

### Transport rowerowy

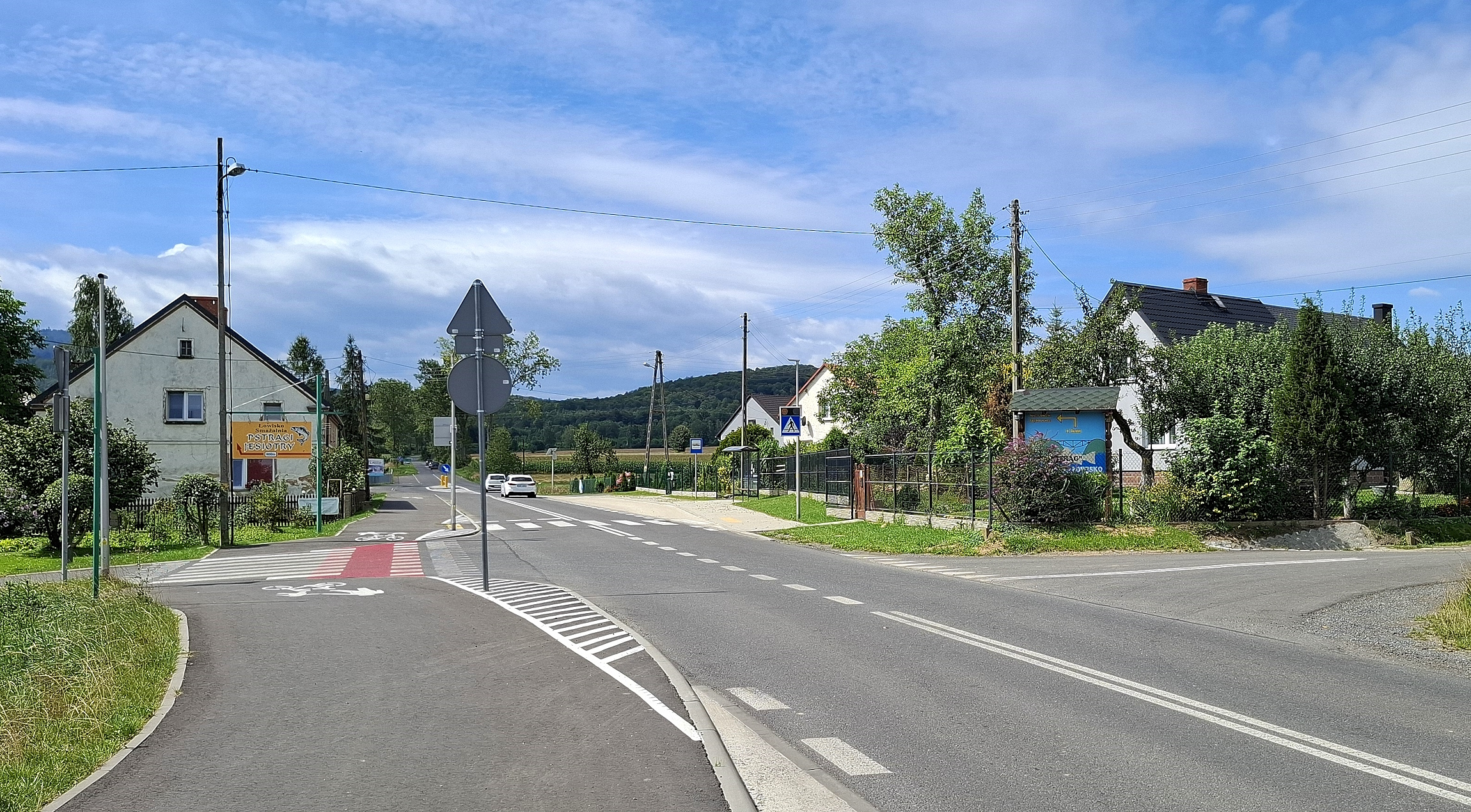
Ścieżka rowerowa wzdłuż drogi powiatowej w Moszczance

Powiat prudnicki posiada rozwiniętą sieć dróg dla rowerów i pieszych.

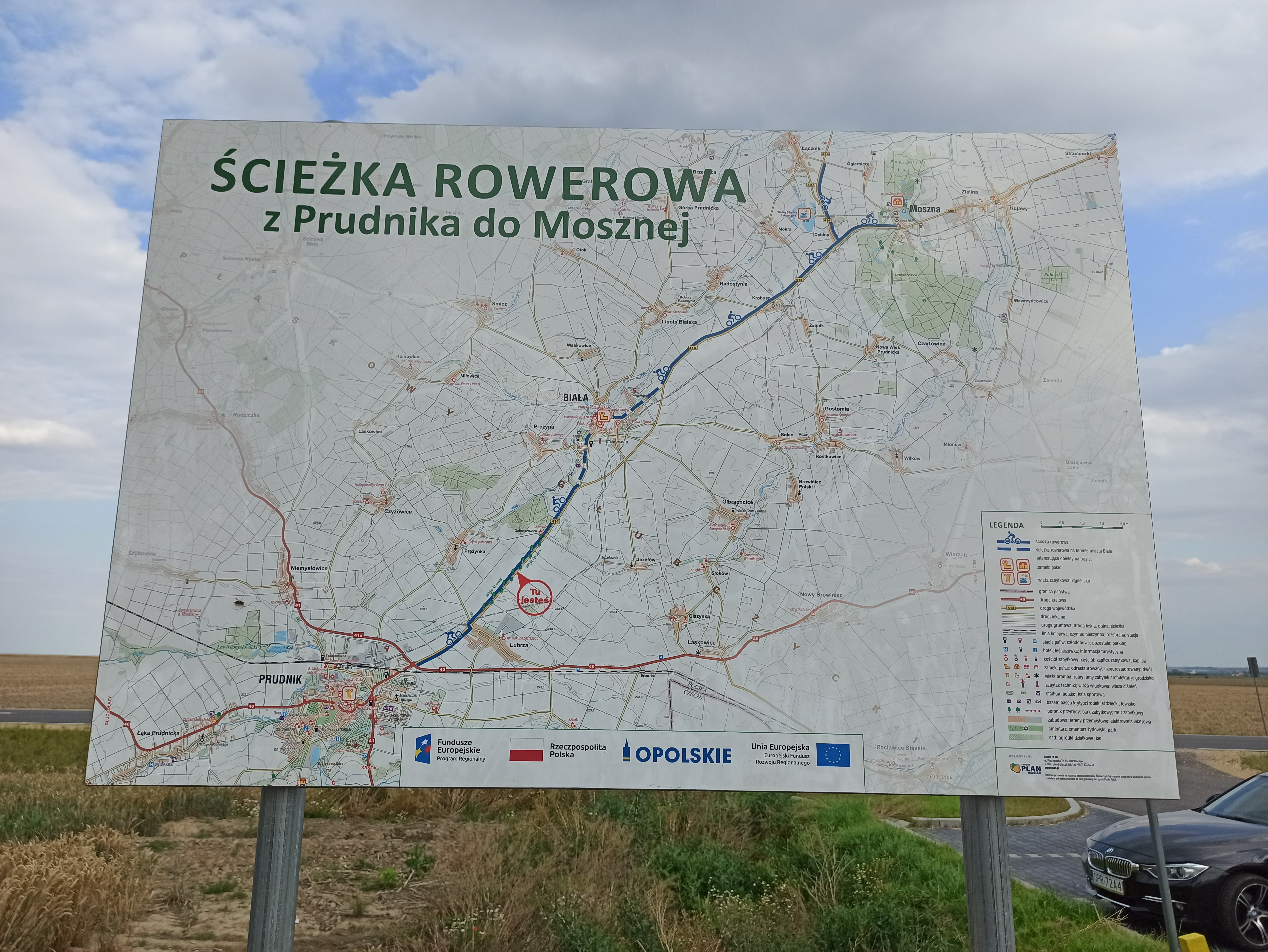
Mapa ścieżki rowerowej z Prudnika do Mosznej

W 2020 ukończono budowę ścieżki rowerowej łączącej Prudnik z Moszną przez Lubrzę, Dobroszewice, Białą, Krobusz i Dębinę. W 2021 została przedłużona do Zieliny. Prowadzi wzdłuż dróg wojewódzkich nr 414 i 409. Planowane jest przedłużenie ścieżki do Strzeleczek, Dobrej i Steblowa.
W latach 2023–2024 powstała ścieżka rowerowa od Łąki Prudnickiej przez Moszczankę do Pokrzywnej. Jej uzupełnieniem ma być planowany odcinek łączący Prudnik z Łąką Prudnicką.
Powstały także ścieżki rowerowe łączące Głogowiec z Głogówkiem i Tomice z Szonowem.

## Bezpieczeństwo
Wszystkie gminy powiatu położone są w strefie nadgranicznej w związku z czym Straż Graniczna dysponuje, na tym obszarze, specjalnymi kompetencjami w zakresie bezpieczeństwa. Powiat prudnicki obejmuje zasięgiem służbowym placówka Straży Granicznej w Opolu ze Śląskiego Oddziału SG.

## Odznaczeni Odznaką Honorową Powiatu Prudnickiego

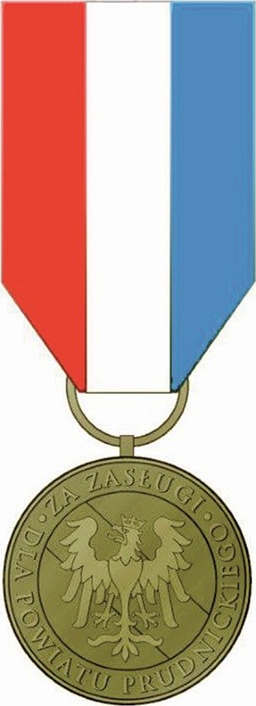
Odznaka Honorowa Powiatu Prudnickiego

Odznaka Honorowa Powiatu Prudnickiego została ustanowiona Uchwałą Rady Powiatu w Prudniku Nr XLVIII-320-2014 z dnia 29 sierpnia 2014. Jest ona przyznawana osobom, instytucjom, organizacjom społecznych, gospodarczych i politycznych jako wyraz uznania i wdzięczności za zasługi dla powiatu prudnickiego.
- Edward Cybulka (2014)
- Czesław Dumkiewicz (2014)
- Romuald Felcenloben (2014)
- Arnold Hindera (2014)
- Zdzisław Juszczyk (2014)
- Joachim Mazur (2014)
- Marek Radom (2014)
- Jan Roszkowski (2014)
- Jan Trojniak (2015)
- Bolesław Fischer (2015)
- Wanda Jastrzębska-Jurczak (2015)
- Stanisław Święch (2015)
- MKS Pogoń Prudnik (2015)
- KS Pogoń Prudnik (2015)
- Jan Góra (2016)
- Józef Michalczewski (2017)
- Jan Naskręt (2017)
- Władysława Ginter (2017)
- Jerzy Korabik (2018)
- Teofila Kamińska (2018)
- Edward Sąkół (2018)
- Jan Gruszczyński (2018)
- Zygmunt Kowalski (2018)
- Henryk Wyrwisz (2018)
- Franciszek Surmiński (2018)
- Wilfryd Parchatka (2019)
- Józef Skiba (2019)

## Sąsiednie powiaty
- powiat nyski
- powiat opolski
- powiat krapkowicki
- powiat kędzierzyńsko-kozielski
- powiat głubczycki